# Tangjia, Guangdong
Tangjia (kinesiska: 唐家) är en köping i sydöstra Kina. Den ligger i Leizhou i staden Zhanjiang i provinsen Guangdong, omkring 430 kilometer sydväst om provinshuvudstaden Guangzhou. Antalet invånare är 44 684. Befolkningen består av 21 532 kvinnor och 23 152 män. Barn under 15 år utgör 28,0 %, vuxna 15-64 år 63 %, och äldre över 65 år 8,0 %.